# Aikaterini Oikonomopoulou
Aikaterini Oikonomopoulou (in greco Αικατερίνη Οικονομοπούλου?; 16 febbraio 1978) è una pallanuotista greca, vincitrice di una medaglia d'argento ai giochi olimpici di Atene 2004.